# Sesleria sadleriana
Sesleria sadleriana är en gräsart som beskrevs av Victor von Janka. Sesleria sadleriana ingår i släktet älväxingar, och familjen gräs. Inga underarter finns listade i Catalogue of Life.

## Bildgalleri

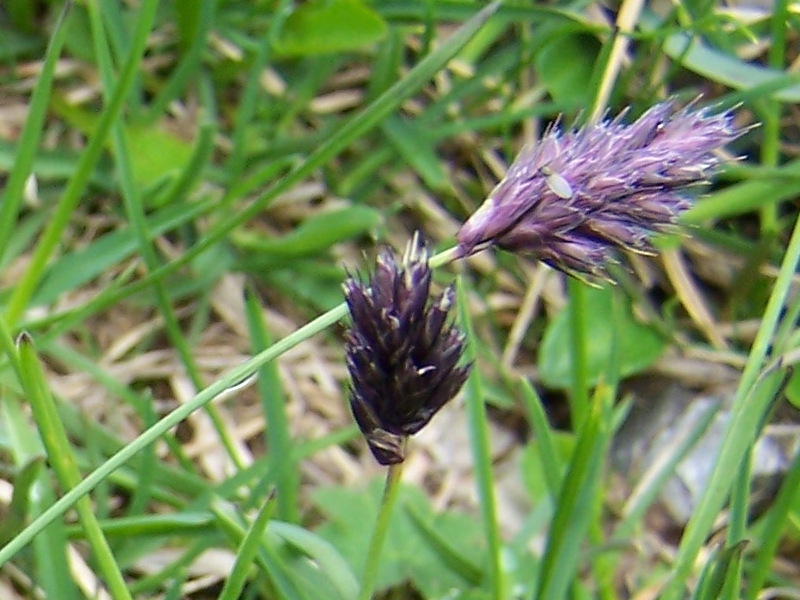
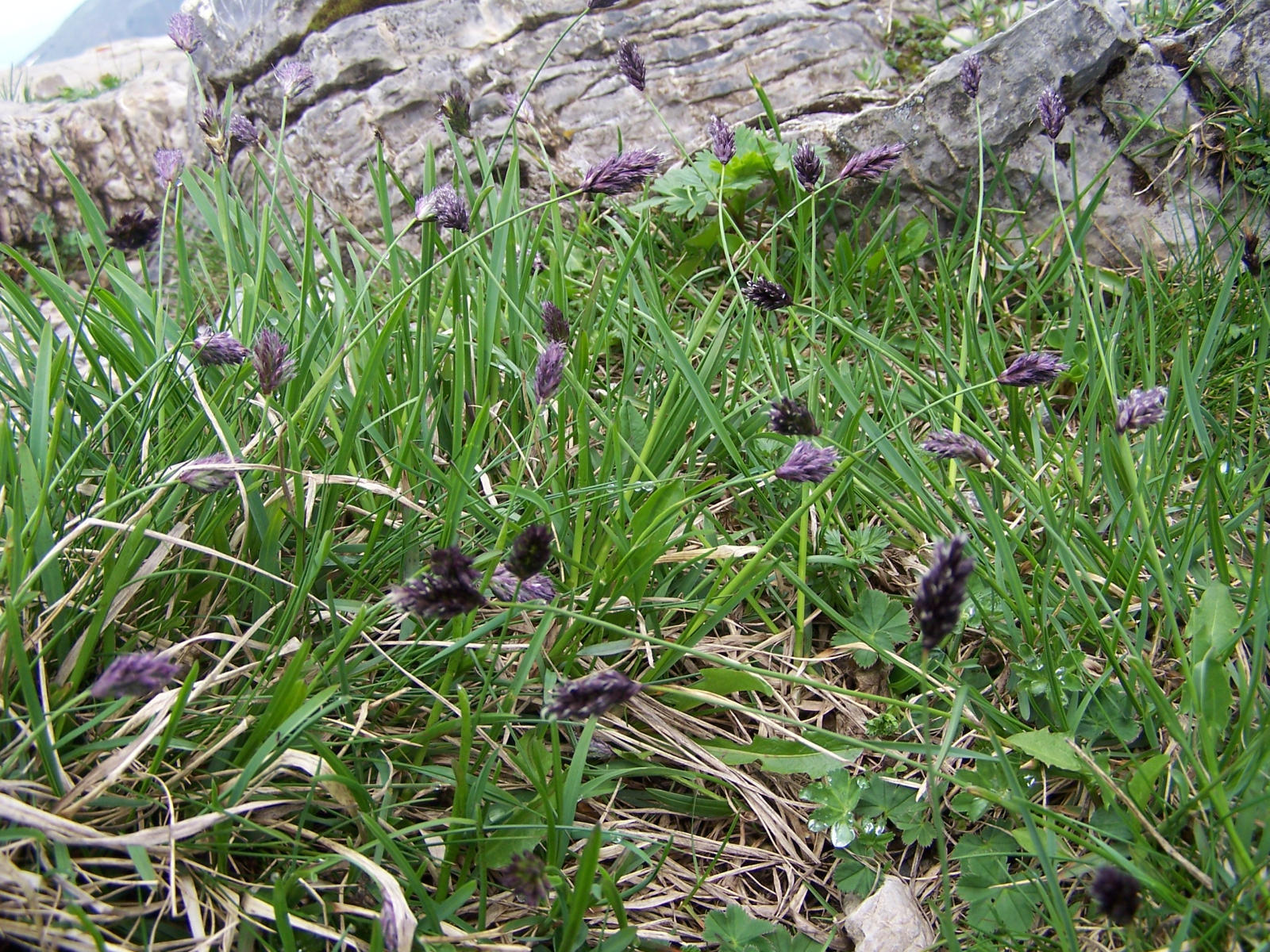